# Yenew Alamirew
Yenew Alamirew (ur. 27 maja 1990) – etiopski lekkoatleta, długodystansowiec.
W 2011 zdobył srebrny medal w biegu na 5000 metrów podczas igrzysk afrykańskich. W 2012 był 9. w biegu na 3000 metrów na halowych mistrzostwach świata. Zajął 12. lokatę w biegu na 5000 m podczas igrzysk olimpijskich w Londynie. Dziewiąty zawodnik mistrzostw świata (2013). Medalista mistrzostw Etiopii.
Zwycięzca łącznej punktacji Diamentowej Ligi 2013 w biegu na 5000 metrów.

## Rekordy życiowe
- Bieg na 3000 metrów (stadion) – 7:27,26 (2011)
- Bieg na 3000 metrów (hala) – 7:27,80 (2011)
- Bieg na 5000 metrów – 12:48,77 (2012)
- Bieg na 10 000 metrów – 27:19,86 (2017)